# Belleville (Illinois)
Belleville je město ve Spojených státech amerických. Nachází se v okrese St. Clair County, jehož je zároveň správním městemj, ve státě Illinois. Ve městě žije přibližně 42 tisíc obyvatel a jeho rozloha činí 59,6 km². Město bylo založeno roku 1814, přičemž tvoří jihovýchodní předměstí města St. Louis. Je nejlidnatějším městem ve východní části Metropolitní oblasti St. Louis a vůbec celé jižní části státu Illinois rozprostírající se jižně od města Springfield. 
Nedaleko města leží Scottova letecká základna, díky čemuž ve městě přebývá relativně velký počet osob z vojenského personálu. Ve městě kromě toho sídlí Římskokatolická diecéze Belleville. Jméno Belleville město nese již od svého vzniku v roce 1814, kdy jej takto pojmenoval George Blair (v překladu z francouzštiny název města znamená krásné město).

## Rodáci
- Jeff Tweedy (* 1967) – americký hudebník
- John Carl Buechler (1952–2019) – Americký režisér, maskér, tvůrce speciálních a mechanických efektů, designér, herec, návrhář a scenárista.
- George (Schaefer) (* 1950) – biskup ruské pravoslavné církve v zahraničí
- Sandra Magnusová (* 1964) – americká astronautka
- Ernest Hilgard (1904–2001) – americký psycholog a profesor

## Partnerská města
- Paderborn, Německo